# ジャスミン・セント・クレア
ジャスミン・セント・クレア（Jasmin St. Claire、1972年10月23日 – ）は、アメリカ合衆国の元ポルノ女優。またプロレス（特にECW）のディーヴァとしても知られている。

## 生い立ち
1972年10月23日、アメリカ領ヴァージン諸島のセント・クロイ島で生まれる。ブラジルと北欧の血を引くアメリカ人である。

## 映画の経歴
1996年、『World's Biggest Gang Bang』（ギャングバング世界記録）の続編『World's Biggest Gang Bang 2』に出演し、24時間以内に300人の男性と300回の性行為を行なうと言う新記録を打ち立てたと喧伝されたことで知られている。彼女は後にビデオについて「ポルノ業界でこれまでに行われた中でも最大のペテンの1つ」で「効果的に配置され撮影された」約30人の男性のうち、実際にカメラの前で性行為を演じることができたのは10人に過ぎなかった、と暴露した。
セント・クレアはイベントの前後に、元の記録保持者であるアナベル・チョンとともに、この映画について「ハワード・スターン・ショー」でインタビューを受けた。その後1998年に2作目のギャングバング映画『Jasmin's Last Gang Bang』に出演した。その後も2000年までポルノ映画に出演を続け、73本のタイトルに出演した。2011年にAVN殿堂入りを果たす。
セント・クレアはその後、ポルノ以外の独立系映画に端役で出演した。2003年以降は『Communication Breakdown』や『National Lampoon's Dorm Daze 2』などのオリジナルビデオに数多く出演している。その後はDVD雑誌の「MetalDarkside」で働いた。また、テレビ番組『the Metal Scene』の司会者や、ブラジルの「Rock Brigade」誌のジャーナリストも務めた。
2018年にはホラー映画『Bad Apples』に出演。

## プロレスの経歴
「エクストリームの女王」フランシーンとスパーリングをしながら、短期間ECWで働いた。また、XPWにも出場した。ジャジーという名でXWFに出場し、パブリック・エナミーのマネージャーを務めた。
2002年7月、トータル・ノンストップ・アクション・レスリングに2度出場。最初の2002年7月10日、ストリップ・ティーズを演じた。1週間後の7月17日、フランシーンはゴールディ・ロックスによるインタビュー中にセント・クレアを攻撃した。2人はその夜遅くに試合を行い、双方とも下着を剥ぎ取られた。フランシーンはブルー・ミーニーの乱入により失格となり、ストレッチャーで連れ去られた。これがセント・クレアの唯一のレスラーとしての出場であった。
セント・クレアはまた、プロペイン・プロレスリング（3PW）のプロモーションに資金を提供し、当時の長年のボーイフレンドである元ECWスターの「ブルー・ミーニー」ことブライアン・ヘフロンと共に運営を支援した。彼女はリングに上がる前に、約1年間 スーザン・セクストンとマンド・ゲレロにトレーニングを受けたと語っている。

## 受賞
- 2011年 AVN殿堂顕彰[6]

## 著書
- St. Claire, Jasmin (2010), What the Hell Was I Thinking?!!' Confessions of the World's Most Controversial Sex Symbol, BearManor Media, ISBN 978-1593936044